# Белогорский Воскресенский монастырь
Воскресе́нский Белого́рский монасты́рь — пещерный мужской монастырь Россошанской и Острогожской епархии Русской православной церкви, расположенный близ хутора Кирпичи Белогорьевского сельского поселения Подгоренского района Воронежской области.

## История

### Основание
Монастырь основан в 1796 году Марией Шерстюковой, первой настоятельницей обители. Дочь донского казака Константина Босого, она получила благословение на монашеские труды в Белогорье, будучи на богомолье. Труды Марии по устройству пещер в Белогорье первое время вызывало противодействие местного населения и властей.
В начале XIX века последовал указ Александра I о тщательном расследовании дела Марии. В случае положительного исхода дела предполагалось оказать Марии необходимую помощь. Специальная комиссия всесторонне изучила дело и вынесла вердикт об искренности духовных намерений пещерокопательницы, после чего преследования были остановлены, а из государственной казны было выделено 2500 рублей на строительство пещерного храма. В знак благодарности за оказанную помощь Мария посвятила храм св. Александру Невскому — святому, в честь которого был крещён император Александр I. Освящение храма состоялось 30 августа 1819 года.
При жизни Марии протяжённость пещер достигла более 299 аршин (около 212 метров). Среди тех, кто помогал копать пещеры, — старец Иоанн Алексеевич Тищенко, сподвижник Марии.
Основательница монастыря скончалась 22 июня 1822 года в возрасте восьмидесяти двух лет. Мария и ненадолго переживший её старец Иоанн погребены на вершине пещерной горы в специально устроенных склепах. Ту часть пещер, которая была выкопана при жизни Марии, называют старыми пещерами. Копание пещер продолжилось и после её смерти: эти пещеры стали называть новыми.
С 1819 по 1856 год Белогорская община выслала более 20 тысяч рублей в Воронежское попечительство о бедных.
Постепенно Белогорской общиной были выстроены несколько храмов, каменная колокольня и корпуса для подвизающихся.

### Упразднение монастыря
После Октябрьской революции были уничтожены Троицкий и Преображенский храмы, братия была разогнана, частично сослана, монастырь закрыт, сооружения разобраны на стройматериалы, церковная утварь и иконы конфискованы, мощи Марии и Иоанна бесследно исчезли. На месте обители был устроен зерноток.
Пещеры в военное время были частично разрушены, перекрыты завалами и утратили своё религиозное предназначение. По состоянию на 2014 год протяжённость сохранившихся пещер составляла 985 метров.

### Возрождение монастыря
В 2003 году предпринято первое усилие к возрождению обители. Усилиями местных жителей, историков, краеведов, педагогов, детей, людей верующих и неравнодушных расчищались завалы, входы, площадки.
12 сентября 2004 года, на престольный праздник, перенесения мощей святого благоверного князя Александра Невского, была совершена первая Божественная литургия. Следом за планировкой восстановительных мероприятий началась активная расчистка стен. С 2005 года осуществлена предварительная реставрация храма и помещений пещерной системы.
В октябре 2005 года в пещерный храм была передана частица мощей святого благоверного князя Александра Невского, а в 2006 году в храме уже регулярно совершались богослужения.
Небольшая часть братии в наше время[уточнить] проживала на хуторе Кирпичи, между Белогорьем и монастырём.
Официально возрождён 2 октября 2013 года решением Священного Синода Русской православной Церкви.